# 宋教仁
宋教仁（1882年4月5日—1913年3月22日），字鈍初，號敦初，笔名漁父。出生於湖南桃源:1。中國近代民主革命家，是中華民國初期第一位倡導责任內閣制的政治家，担任过华兴会和同盟會的主要領導、中華民國臨時政府唐紹儀內閣的農林部總長、也是國民黨的主要籌建人。曾留学日本法政大學 、早稻田大学。1913年3月20日，时任國民黨代理理事长的宋教仁在上海北站遭黑道分子枪击，3月22日不治身亡，终年31歲。

## 生平

### 早年
清光緒八年（1882年）4月5日，宋教仁出生於湖南省桃源县上坊村湘冲一户书香之家。1899年3月，宋開始入桃源漳江书院肄業，即不務章句而深思夙夜悟道，講求經世致用，喜愛刑法及地理等書籍，常與學友文駿等縱談中西政治得失，及古今用兵成敗。其居然大言不慚，如此好論列舉天下事:16。人們視其為狂妄學生，不與接近，然而宋教仁視而不見，離開桃源漳江书院。兩年後，即1901年，考中秀才。
1902年，宋教仁赴武昌投考美国圣公会中国差会文华书院普通中学堂，被录为第一。翌年入学，在校期间，由吴禄贞等人组织的革命团体在武昌花园山的聚会吸引了他，常与同学议论时政，并走上了反清革命之道路。是年8月，黄兴到武昌，两人相识并从此成为挚友。不久，黄兴因其激烈的反清言论，被驱逐出武昌，回到长沙。随后，宋教仁也回到湖南，为成立革命团体到长沙、常德一带做联络工作。

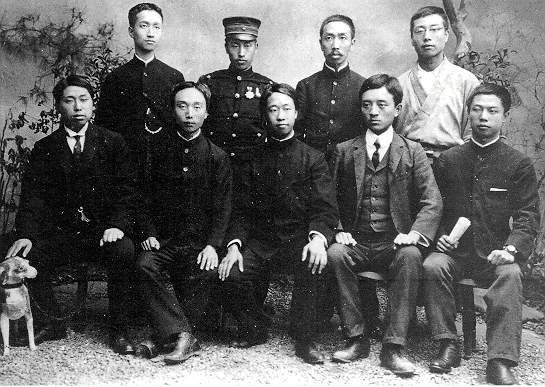
華興會主要領導人合照，前排右二為宋教仁

1903年11月4日，偕黄兴、刘揆一、陈天华、章士钊共同成立華興會。1904年2月25日，以「驱除鞑虏、恢复中华」的政治口號，正式在长沙西园成立華興會，眾人選出黄兴擔任会长，宋教仁为副会长。宋教仁旋回武昌，倡組科學補習所，即此種活動之一環:18。6月，科學補習社舉行成立大會，宋教仁任文書:19。10月，宋教仁自武昌經長沙回常德，聚集同志，籌劃進行細目；嗣因餉糈缺乏，宋乃擬變賣家產以濟需用，又苦於急切難成，遂決定趕往長沙另籌款項:21。11月5日，舟抵長沙，宋教仁登岸遍訪各約定處所，皆封門，寂無人跡；至黃興寓所，則看門人答：已出門十餘日未歸，不知何往:21？宋氏為之茫然:21。以為必有變故發生，信步街頭，突然遇上同志曹亞伯，曹正驚宋之來臨，亟需要宋教仁至聖公會堂，秘密告訴他：華興會舉義不幸先期洩漏，致被官廳破獲，黃興等幸而免脫，勸宋速避難他方:21。宋教仁聞訊後頗鎮靜，初擬即回常德速行破壞，以牽制省中之劫，衹以款項缺乏，終不得不依曹之勸告附舟東下，以追踪黃興:4。宋遂潜赴日本。12月13日，宋教仁抵达日本，在日本东京成立中國同盟會，成为中國同盟會的主要領導人。
1905年5月，宋到東京之初，與友人合办刊物《二十世纪之支那》:275。6月，入读日本法政大学。7月，在宮崎滔天的介绍下结识孙中山。8月，支持孙中山在日本东京成立中国同盟会，并当任其司法部检事长。11月，于东京创立《民报》，为中国同盟会机关报:276。12月，陈天华为抗议日本文部省的《取缔清国人留日学生规则》而自杀，宋教仁将其遗体收回，呼吁留日学生回国。
1907年孙中山与黄兴就国旗发生争执之后，宋教仁因误会对孙中山产生恶感，认为同盟会人心不齐而难有作为，谋求“另外早自为计”，辞去了在东京本部担任的职务，3月与日本大陆浪人古河清等人前往中国东北动员“马贼”，6月被张继从奉天请回后，投入了第一次倒孙高潮，支持章太炎反对孙中山在日本购买军火。《民报》风波平息后，宋教仁对同盟会总部和孙中山的不满情绪没有消除。广州新军起义后，他与谭人凤、居正等商讨成立专注长江流域的革命机关。1910年7月，11省区同盟会分会长举行会议，决定在长江流域发动革命:178。
1911年，宋教仁到上海组织反清运动，在于右任办的《民立报》担任编辑，并与陈其美筹建中部总会。7月31日，宋教仁参加了同盟会中部总会于上海四川北路召开的成立大会，任文事。该分会体现出了独树一帜的分裂意向:180。赴香港参加广州起义的准备工作。7月，与谭人凤、陈其美等在上海组建同盟会中部总会，邀请或派人来往于上海、长江中下游各地，促进革命势力的发展。10月10日，武昌起义爆发。10月28日，与黄兴一同抵达武昌，参加革命政府的法律工作，参与起草《鄂州临时约法草案》。11月13日，离开武昌。與北一輝（1907年夏，因張繼介紹，進而成為知交好友）乘船至南京下關，時張勳已控南京，宋教仁豪壯對北一輝言道：「不如一起進城吧！進城看一看具體情況，或許能找到什麼對付的辦法！」並對革命黨人倪鐵僧道：「吾今日已置死生於度外，但你必須保護外國友人（按：指北一輝）的安全。」（詳《支那革命外史》），之後當革命黨拿下南京，宋以其卓越手腕，調和諸將矛盾，於孫文回國前，掌握南京政務。

### 民國成立
1912年（民國元年）1月1日，中华民国在南京成立，被任命为法制局局长，起草了一部宪法草案《中华民国临时政府组织法》。2月1日，宋教仁自桃源起身，經長沙、漢口沿江東下；嗣在上海、杭州、南京等地視察黨務。宋任政事部主任幹事:199。4月27日，出任唐绍仪内阁的农林总长。7月，因不满袁世凯破坏《临时约法》，辞去农林总长之职。7月16日，中國同盟會本部舉行全體職員大會，討論會務:200。代理總務部主任幹事魏宸組提出擬改定名稱組織完全政黨案:200。7月21日，当选为同盟会总务部主任干事，主持同盟会工作。8月5日，宋正式與統一共和黨談判:201。協定原案用「民主黨」，嗣因反對者多，遂改用「國民黨」，蓋共和之制，國民為主體，欲使人不忘其義也:6。8月11日，舉行正式籌備會議，宋被推擔任臨時主席，宋並代表中國同盟會、谷鍾秀代表統一共和黨、徐謙代表國民共進會、許廉代表共和實進會、虞熙正代表國民公黨，分別報告各黨均經集會一致議決贊成合併:202。8月25日，在北京湖广会馆召开国民党成立大会，宋教仁当选为理事，並任代理理事长。会议期间，同盟会女会员女权运动领袖唐群英因国民党党纲中没有“男女平权”的内容上台质问宋教仁，宋教仁支吾不能答，唐群英遂揪住宋教仁的头发向宋左右颊掌击，全场大骇:235，并在会后写了《驳诘同盟会传单》，抨击宋教仁等人。
儘管如此不久後國民黨仍在國會的選舉中大勝、黨員士氣高昂，宋氏政治前途如日初升，所至之處，歡迎會上無不人山人海，宋亦隨地推廣憲政理念，其要旨是產生純粹的政黨政治，由國會多數黨領袖任內閣總理，負起政治責任，組成責任內閣；由此先制憲，再依法選舉總統。

### 遇刺身亡及遗言

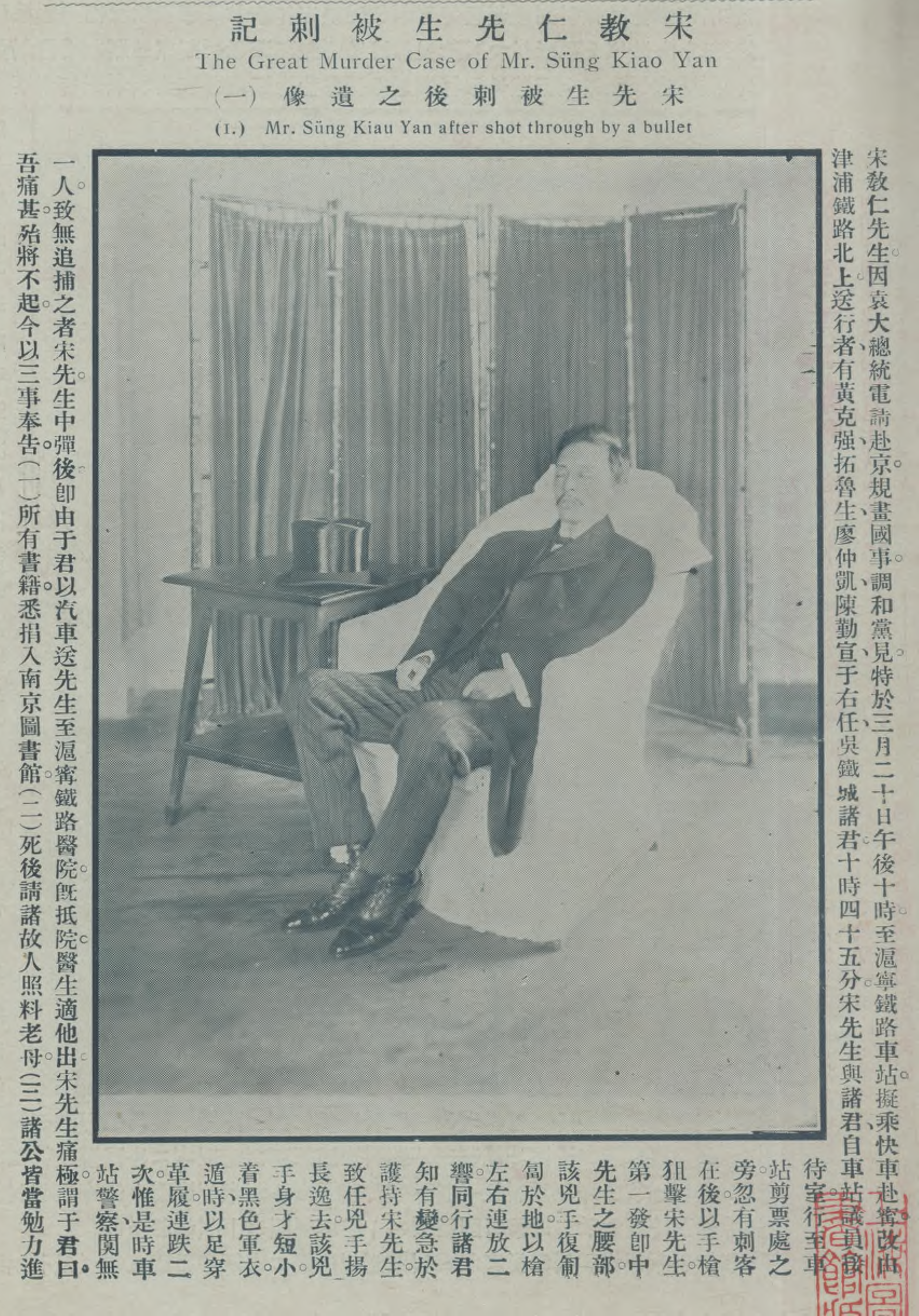
宋教仁被刺後之遺像

1913年，國民黨在国会获压倒性多数席次，宋教仁欲循歐洲「內閣」慣例以黨魁身份組閣，遂與國民黨重要人士群集滬濱商討應付國會之黨略，大綱既定，宋即擬挾至北京黨本部決議施行，適袁世凱亦電促赴京，宋因訂期3月20日若干國會議員同行北上，是晚22时45分甫步入上海车站（老北站，现上海铁路博物馆），即遭預伏殺手狙擊，腰部中彈:223，子彈射入其右肋，斜入腹部，兇手開槍後逃逸。
宋教仁疼痛難忍，趴倒在一張椅子上，用手把于右任的頭拉到胸口，喘息地說：「吾痛甚，殆將不起……」，當時在火車站送行的黃興、于右任、廖仲愷等將宋教仁送往滬寧鐵路醫院急救。在医院中他向于右任留下遗嘱：
今以三事奉告：一、所有在南京、北京及东京寄存之书籍，悉捐入南京图书馆；二、我本寒家，老母尚在，如我死后，请克强与公及诸故人为我照料；三、诸公皆当勉力进行，勿以我为念，而放弃责任心。我为调和南北事费尽心力，造谣者及一班人民不知原委，每多误解，我受痛苦也是应当，死亦何悔？
他并授意黄兴代拟电报给袁世凯，讲述自己的中弹经过和革命生涯，电报原文如下:3：
北京袁大总统鉴：仁本夜乘沪宁车赴京，敬谒钧座。十时四十五分在车站突被奸人自背后施枪弹，由腰上部入腹下部，势必至死。窃思仁自受教以来，即束身自爱，虽寡过之未获，从未结怨于私人。清政不良，起任改革，亦重人道、守公理，不敢有毫权之见存。今国基未固，民福不增，遽尔撒手，死有餘恨。伏冀大总统开诚心、布公道，竭力保障民权；俾国家得确定不拔之宪法，则虽死之日，犹生之年。临死哀言，尚祈见纳。宋教仁。哿。
手術後，情況沒有好轉，大小便中出血嚴重；3月21日下午，宋教仁再次被送進手術室。3月22日凌晨4時48分，不治身亡，噩耗傳去，全國人聲鼎沸:223。
宋教仁身故後，范鸿仙拍下宋教仁遺體的照片。先照一張半裸遺體照，傷口展示在鏡頭前，又照一張西裝革覆之遺體照，遺體被擺放在一張高沙發上:9。今宋教仁墓安於上海市闸北公园。刺杀宋教仁的主使至今成谜。

## 思想
在辛亥革命前，宋教仁与陈天华等人主张宣揚民族意識、宣传排满，并把排满与反对外国瓜分联系起来。他极为热衷宣传民族主義，通过采用黄帝纪年来取代帝王紀元，刊登黄帝画像以激励炎黄子孙，还在杂志上刊载文章反对满族统治以抵制帝国主义瓜分:166。
其主张“责任内阁制”，认为“内阁不善而可以更迭之，总统不善则无术变易之，如必欲变易之，必致动摇国本”，而且“讨论宪法，行政、立法、司法三权应如何分配，中央与地方之关系及权限应如何规定，是皆当依法理，据事实，以极细密心思研究者”。還认为只有议会政党责任内阁才是救治「不良政府医生」。由於其極力推崇議會制度，當時政壇上都給他取了個綽號為「議會迷」。

## 後世追悼
宋教仁遇刺身亡时，虽为不同政党党魁的汤化龙尤为悲愤，写下挽联“倘许我作愤激语，谓神州将与先生毅魄俱讫，号哭范巨卿，白马素车无地赴；便降格就利害观，何国人忍把万里长城自坏，从容来君叔，抽刀移笔向谁言。”黃興亦有輓聯：「前年殺吳祿貞，去年殺張振武，今年又殺宋教仁；你說是應桂馨，他說是趙秉鈞，我說卻是袁世凱。」

## 遇刺案
民國六年（1917年）冬，洪述祖到滬，被宋教仁之子宋振品及秘書劉白扭送上海地方檢察廳，檢察官依殺人罪提起公訴。1919年被北洋政府大理院判处死刑。1919年4月5日执行绞刑。
下面是后来（特别是近年来）的“争议”。

### 袁世凱的嫌疑
上海租界巡捕房从应桂馨家缴获的应桂馨和洪述祖互通电报之原文，在上海都督程德全致信袁世凯的信中有部分引用
。
目前史学界认为嫌疑最重之人還是袁世凱:9，持此观点者认为中华民国国会选举前后，宋教仁积极主张之内阁制会危及袁世凯的统治地位，因此袁世凯要暗杀宋教仁。從查獲之宋案兇手與北京來往電文中:14，有認為主使行刺宋教仁的人是袁:499:173，而直接布置暗殺的是國務總理趙秉鈞:2936:6。
袁世凯一向喜用刺杀手段，1885年11月11日谒见朝鲜国王时建议其刺杀朝鲜开化党领袖金玉均，1886年时又与李鸿章商议此计划，后来因刺客暴露而计划失败。
1911年袁世凯通过段祺瑞買凶，刺杀了北洋第六镇统制吴禄贞。1912年担任内阁总理大臣以后，又通过袁克定找到同盟会员汪精卫，由汪精卫交黄复生，黄复生指使彭家珍刺杀了其政敌良弼。
在宋案发生以后，民主革命家林述庆公开斥责袁世凯刺宋，表示要回南方召集旧部反袁为宋报仇，在1913年4月10日被毒死于袁世凯秘书长梁士诒宴席上（见福州档案局林述庆烈士资料）。二次革命失败后，袁世凯致电香港情报人员企图暗杀孙中山。
1915年陆荣廷之子陆裕勋请假回广西看望父亲，在汉口暴毙而亡，这又是一个悬案，可这个事件没有证据能证明是袁所为，但陆荣廷通过情报网认为是袁所杀，应该有他的道理（见《北洋军阀史话》）。1915年蔡锷从从滇越铁路进入云南时，遭遇袁世凯所派刺客的暗杀，但成功躲过一劫。
1913年3月宋教仁遇刺後，根據警方調查，袁世凱心腹、國務總理趙秉鈞是重大的謀殺嫌疑犯，而袁世凱亦涉嫌。袁世凱鎮壓二次革命後，應桂馨認為時機已到，公然發出「請平反冤獄」的電報，並毫不避嫌地跑到北京，寫信給袁世凱要求實踐當初「毀宋酬勛」的承諾。袁世凱如果授予他勛位，那就等於承認自己是刺殺宋教仁的主犯，這讓袁世凱非常頭疼。其後應桂馨在離開北京的火車上被京畿軍政執法處的偵探長郝占一和另一偵探王雙喜刺死，而最後郝、王兩殺手也不得善終。這一連串的離奇死亡事件很難自圓其說，更使袁世凱的嫌疑加深。
宋教仁此次北上，如果与黎元洪联合反对袁世凯，则袁世凯将失去一切政治筹码。这是袁世凯刺杀宋教仁的最大动机，宋教仁死后黎元洪通电全国称放弃竞选，拥护袁世凯。在此后袁世凯雇佣流氓、地痞包围国会，强迫议员选他，不选不准吃饭，这才成功当选。（见《北洋军阀史话》）袁世凯之老奸巨猾早在前清時已臭名昭著，因此宋死后，孙中山果断發动了二次革命，黃興全力反對使用武力。
袁世凱本人一再否認：甲乙謀丁，甲誑乙以丙授意 (丙為袁世凱)，丙實不知。
宋教仁本人亦不認為是袁世凱指使，並留遺囑予袁世凱，反而沒有留遺囑給榮譽主席孫中山。此舉正是出於宋教仁對於國民黨的深刻理解，宋認為兇手在國民黨內，而非袁世凱。

### 赵秉钧的嫌疑
此观点指赵秉钧的杀人动机非常简单，国民党在国会选举中获胜后，宋教仁将替代赵秉钧担任总理一职。此说还提出了证据，称巡捕房在对应桂馨搜查时，意外於1913年3月24日抓到刺宋的直接凶手武士英。武士英供认是应桂馨让他行刺。此外巡捕房还在应桂馨的住宅搜出作案凶器及一批电报和信件。「毁宋」一词来自赵秉钧的秘书洪述祖致電應桂馨：「毀宋酬勛，相度機宜，妥籌辦理。」3月14日，應桂馨回洪述祖的「寒電」電文是：「梁山匪魁四出擾亂，危險實甚，已發緊急命令，設法剿捕之，乞轉呈，候示。」3月18日，洪述祖復應桂馨電：「寒電立即照辦。」3月19日，洪述祖又電催應：「事速照行。」3月21日凌晨兩點即宋教仁遇刺不久，應致洪電：「二十時四十分鐘，所發急令已達到，請先呈報。」3月21日，應致洪電：「號電諒悉，匪魁已滅，我軍一無傷亡，堪慰，望轉呈。」等。
趙秉鈞極力否認與此案有關。3月26日，赵秉钧以国务院名义通电各省称：“据應夔丞二十三日函称，沪上发现一种监督政府、政党之裁判机关，宣告宋教仁、梁启超、袁世凯、赵秉钧、汪荣宝等之罪状，特先判决宋教仁之死刑，即时执行。”当时此通电不但没能将公众视线转移到这个突然冒出来的凶嫌“沪上裁判机关”上，反而暴露了赵秉钧的国务院和直接凶嫌應桂馨当时的信函往来。一個月後，武士英死於獄中。
1913年4月，趙秉鈞接受《新紀元報》採訪，公開表示自己是宋教仁最要好的朋友：遁初 (宋教仁) 經常住在我的家裡，彼此無話不談。他離京南下時欠下的5000元的債，是我替他償還了的。
為方便調查，宋案發生後，趙秉鈞四次辭職，其辭職理由：洪述祖係內務部人員，若不自己暫行解任，則於搜拿兇犯齊集證據上，諸多不便。趙秉鈞主動辭職使刺宋保位說全無可信度。

### 陈其美即孫中山背後指使的嫌疑
余杰認為係孫中山指使暗殺宋教仁。
學者張耀杰認為不可能是袁世凱，係陳其美指使暗殺宋教仁：擁有足夠的軍政資源應對宋教仁的政黨內閣情況下，袁世凱不大可能選擇在自己的勢力範圍之外從事暗殺活動。即使他喪心病狂，非要在上海暗殺宋教仁，也不會把正在上海跟陳其美、應夔丞吃喝嫖賭的親生兒子袁克文撇在一邊，既不予通知也不加以保護。國民黨通過輿論宣傳，將袁世凱、趙秉鈞實施道德上的妖魔化，進而退出憲政民主制度，發動號稱"二次革命"的國內戰爭。張耀杰在《懸案百年–宋教仁案與國民黨》第352頁明指：更有可能指使謀殺宋教仁的，恰恰是一再對宋教仁案展開事後清算的陳其美及孫中山。
同盟會的日本會員北一輝，曾自發組織宋教仁被刺真相調查團，北一輝在其所著《中國革命外史》中認為，暗殺宋教仁的主犯是陳其美。
陈其美表示，宋教仁被殺是袁世凱最毒的陰謀。最后，陈其美在上海被暗杀。
但一直以來都有人對於宋案另有看法，包括认为宋教仁是国民党内部权力斗争的牺牲品——对破案出了大力的青帮大头目、国民党元老陈其美颇有嫌疑。中华民国国务院檔知袁方對宋案發表之聲明，即多方羅織陳其美：「宋在南方主張袁為總統，而己任內閣，陳其美一派深忌之，黃亦惡其不舉己為總統，且疑其為親袁派也亦欲排而去之。陳於是乘其隙，日嗾其徒，唱為黃之說，以離間黃、宋之交，而使他日內閣總理之歸之於己，宋、陳之間暗潮已極激烈，應本陳舊部，武又黃之私人。」:267
袁世凯的次子袁克文撰写的《辛丙秘苑》一书讲述了自己从1911年到1915年的见闻，书中披露，袁世凯多次派密使与宋教仁接洽，欢迎他北上，宋教仁接受了袁世凯的邀请。在北上临行之前，陈其美、应夔丞等人询问宋教仁关于国民党内阁的组织办法，宋教仁说：“我只有大公无党一个办法！”听了宋教仁的想法后，应夔丞骂宋教仁是叛党，并企图当场杀害宋教仁，但被在场的人劝阻，宋教仁见此举动，便说：“死无惧，志不可夺”，最终大家不欢而散，陈其美和应夔丞对宋教仁的痛恨加深。在随后的几天里，陈应两人商议对策，宋教仁3月20日遇刺身亡。应夔丞深知兼任总理的内务部总长赵秉钧害怕宋教仁抢夺他的位置，就通过他的秘书洪述祖骗取来自赵秉钧的密电密信。起初的目的只是邀功请赏，后来这些密电密信便成了充当了嫁祸于袁世凯的文字证据。
需要注意的是，1913年3月宋案发生时上海的最高军政长官并非前沪军都督陈其美，也非案发后北京政府于1913年7月委任的上海镇守使郑汝成（1915年11月10日在上海外白渡桥被陈其美派来的王晓峰、王明山投弹炸死）。1912年7月31日沪军都督府撤销，改为江苏都督行辕，上海事务由江苏都督程德全（以及江苏民政长应德闳）接收。
宋教仁的政治主張一直是效法英國政黨政治，由多数党组织责任內閣，不太可能說組織政府要大公無黨，因此此段敘述真實性值得存疑，但其觀點相當有研究價值。

### 应桂馨與帮会分子的嫌疑
而东华大学廖大伟教授则从民初帮会与革命党交恶、与社会关系紧张的视角，重新阐释这一血案：应桂馨是中华国民共进会（1912年7月由青帮、洪門、公口等帮会联合发起，成立于上海）会长，在社会转型中角色与地位和革命党形成落差，因而产生报复心理；宋教仁在国民党内的实际地位和未来政治角色，决定了他不幸被选为报复对象。

### 洪述祖自作主张
北京大学历史系教授尚小明在其著作《宋案重审》中认为，刺杀宋教仁的主谋是洪述祖，是他知道袁世凯要对付国民党和宋教仁，所以“揣摩上意”有此行为。同时，他也指出，“宋案”实际上是由收抚共进会、调查欢迎国会团、操弄宪法起草、构陷“孙黄宋”、“匿名氏”攻击、低价购买公债以及刺杀宋教仁等七个环节次第演进与交错进行而酿成的复杂案件。宋案诸环节中，袁世凯主导了前四个环节，但他与刺杀宋教仁没有直接关系。在袁世凯主使下，洪述祖在1913年2月通过应夔丞阴谋构陷孙黄宋，但未获得任何材料。洪于3月7日至10日间晋见袁世凯，暗示杀宋，提出“总统行政诸多掣肘，皆由反对党之政见不同，何不收拾二人，以警其余”。袁未同意，称“反对既为党，则非一二人之故，如此办法，实属不合”。且洪在进京见袁之前，已于3月6日自天津私宅向应夔丞去函，授意其伺机除掉宋教仁。赵秉钧与陈其美也与刺宋毫无关联。赵秉钧与洪、应均无私人关系，且缺乏刺宋动机。陈其美与洪、应亦无密切关系，并无证据说明陈其美指使洪、应刺宋。当时流传的陈其美主谋杀宋言论，均来自亲袁报章和应夔丞党徒的宣传。

## 宋教仁墓
宋教仁墓地在上海閘北，名曰宋園（今闸北公园內）:273。建銅像作支坐側思狀，鑿石為座:273。座之正面陽篆刻「漁父」二字，章太炎書:273。背面則陰刻銘文，于右任撰書：「先生之死，天下惜之。先生之行，天下知之。吾又何紀，为直笔乎？直笔人戮。为曲笔乎？曲笔天诛。嗟嗟九泉之泪，天下之血，老友之笔，贼人之铁。勒之空山，期之良史，铭诸心肝，质诸天地，嗚呼:273-274！」墓地近似正方形，四周砌有二十四根圆头方柱，连成石栏。墓寝坐北朝南，为半球形，墓前立有墓碑，上书：『宋教仁先生之墓』，系集孙中山墨迹而成。宋墓頂上有一腳踩青蛇，展翅欲飛的雄鷹，象徵著宋教仁一生不斷爲了憲政的理想，而與保守的舊勢力作頑強鬥爭的精神。墓地南隅、正中左右樹有石柱两根为出入口，置八級臺階，供拾級而上。墓区正中石柱顶端耸立著宋氏西服坐像，以大理石雕刻而成。墓区广场及通道均系花岗石砌成，周围广植龙柏、广玉兰、香樟和月季等各种花木，整个墓园庄严肃穆。

## 宋家遺族
- 方氏：宋教仁之妻。生前常居於家鄉－湖南桃源。夫故去後，接受愛國人士捐款與中華民國國民政府頒發撫恤金予安頓生活。獨子於上海求學期間，每逢暑假即前往滬探子。惟獨子病逝後，生活失去重心。1964年5月24日，吳相湘在其著作《宋教仁傳——中國民主憲政的先驅》的自序中記載：『又見報載宋先生遺屬寡媳一人在桃源轉徙流離孤苦伶仃之訊（宋之獨子歿於抗戰前）；更傷英雄無嗣之淒涼。』
- 宋振呂：宋教仁與方氏之獨子。少年時，離鄉赴上海讀書，畢業後曾留學日本；1934年隨行歐洲司法考察後，曾服務於中華民國監察院審計部至1936年心臟病突發逝世，享年36歲[47]。1950年，周恩来代表中国共产党中央委员会和中華人民共和國中央人民政府政务院，为宋振呂之妻葉惠英亲笔签发证明，追认宋教仁为革命烈士[48]。
- 宋奇璋：宋振呂之獨女；婚後育有2子3女。
- 宋丕興：宋奇璋的孫女、宋教仁的玄孫女

## 後世評論

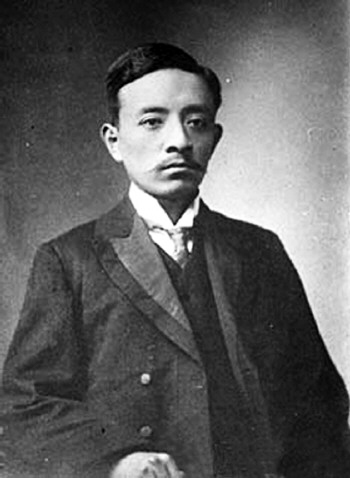
宋教仁

- 孫中山因宋教仁之死，弔以輓聯「作民權保障，誰非後死者。爲憲法流血，公眞第一人」[49]。

- 章太炎在《民国报》、《神州日报》评点孙中山只是“元老之才”，“至于建制内阁，僕则首推宋君教仁，堪为宰辅”，“谓总理莫宜于宋教仁”。

- 蔡元培在《我之历史》序言说：“（同盟会）其抱有建设之计划者居少数。抱此计划而毅然以之自任者尤居少数，宋渔父先生其最著也。”

- 吳相湘認為，宋教仁一方面努力推進民主政治，同時更力言中國絕不能引用共產主義，且明白指出中國如實行共產主義之種種不幸惡果；因而堅決主張國家社會政策[1]:自序3。

- 政治大學政治學系教授孫善豪曾經評論宋教仁對國民革命與中國近代的意義，其大略如下：

宋教仁首先在上海成立了「中國同盟會中部總會」目標在於鼓吹湖廣新軍的覺醒，間接促成了武昌起義。宋教仁曾提議革命的上中下三策：上策京師起義、中策長江起義、下策邊疆起義。孫中山的十次革命，一般都屬於下策中的邊疆起義。黃花崗之役後，同盟會人心渙散。宋教仁與譚人鳳等乃毅然在上海另起爐灶，獨立執行中策，成立「中國同盟會中部總會」，以「共進會」與「文學社」為基礎，在兩湖新軍間鼓吹革命，於是乃有武昌起義之成功。

民國成立後，宋教仁將同盟會與其他小黨合併，成立國民黨。當時孫中山主張同盟會仍然為地下革命組織，隨時準備繼續革命。宋教仁則主張將同盟會公開化，以堂堂政黨之陣勢，藉選舉取得政權。宋教仁路線不僅獲得了同盟會多數之支持，並且繼續與其他小黨合併，終於組成國民黨，而在國會大選中取得了多數。許多後來著名的民主人士如張東蓀、沈鈞儒、徐傅霖、羅文幹、石志泉等，都是當時這個國民黨的核心成員。
- 當時有記者評論說：「國民黨魁，表面上爲孫中山、黃克強，而骨子裏能運用本黨者，獨宋鈍初耳。鈍初之主張與孫、黃本不相同，蓋國民黨中老革命家無政治知識，法政學生無革命資格，故絕不相統屬，惟鈍初在該黨中兼有此兩種資格，故該黨中法政學生派固純爲宋系，而北方之主要幹事，皆受宋之指揮，不能爲異同者也，該黨員中之見識學問足以比鈍初者不少，然皆無鈍初之資格地位，故足當國民黨黨魁者，惟鈍初一人。鈍初之遇刺，蓋國民黨最不幸之事，三軍之中，倉卒奪帥，各不相統，祗有譁變潰裂而已。」[50]

## 个人著作
- 《我之歷史》，六冊，1920年湖南石印本
- 《二十世紀之支那》，一冊，1905年5月東京鉛印本
- 《醒獅》，四冊，1905年9月東京創刊
- 《民報》，二十六冊，1905年11月東京創刊
- 《間島問題》，六冊，1908年上海初刊本，1914－1916年地學雜誌重印本
- 《民立報》，六冊，1910年10月11日創刊，上海印行
- 《比較財政學》，日本小林丑三郎原著，宋教仁譯，1911年上海印行

## 延伸阅读
書籍
- 張玉法 主編：《宋教仁的革命人格》，中國現代史論集（三），台北：聯經出版公司，1970年
- 思公：《晚清盡頭是民國︰近現代人物的不尋常命運》，桂林：廣西師範大學出版社，2009年9月，ISBN 978-7-5633-8964-3
- 张耀杰：《懸案百年：宋教仁案與國民黨》，台北：新銳文創（秀威代理），2010年12月，ISBN 978-986-86815-0-7
- 徐血儿 等 編著：《宋教仁血案》，长沙：麓书社，1986年
- 唐德剛：《民國前十年》
- 吳相湘：《宋教仁傳——中國民主憲政的先驅》，台北：正中書局，1964年
- 尚小明. . 北京: 社会科学文献出版社. 2018. ISBN 978-7-5201-1577-3.

论文
- 朱浤源：《宋教仁的政治人格》，1966年度碩士論文，台北：國立台灣大學政治研究所

报章
- 宋案證據全錄.申報(上海).自1913-05-01至1913-05-13